# Ifom Oxum
Ifom Oxum (em iorubá: Ifọn Ọṣun) ou Ifom Orolu (em iorubá: Ifọn Orolu) é uma cidade da Nigéria situada no estado de Oxum. É citada desde ao menos os séculos XIV e XVI e possui monarquia tradicional centrada na figura do olufom. O atual olufom é Olumoieró II.